# Obernzell
Obernzell ist ein Markt im niederbayerischen Landkreis Passau und staatlich anerkannter Erholungsort.

## Geografie
Obernzell liegt in der Region Donau-Wald direkt linksufrig an der Donau. Die Flussmitte der Donau bildet die Grenze zu Oberösterreich.

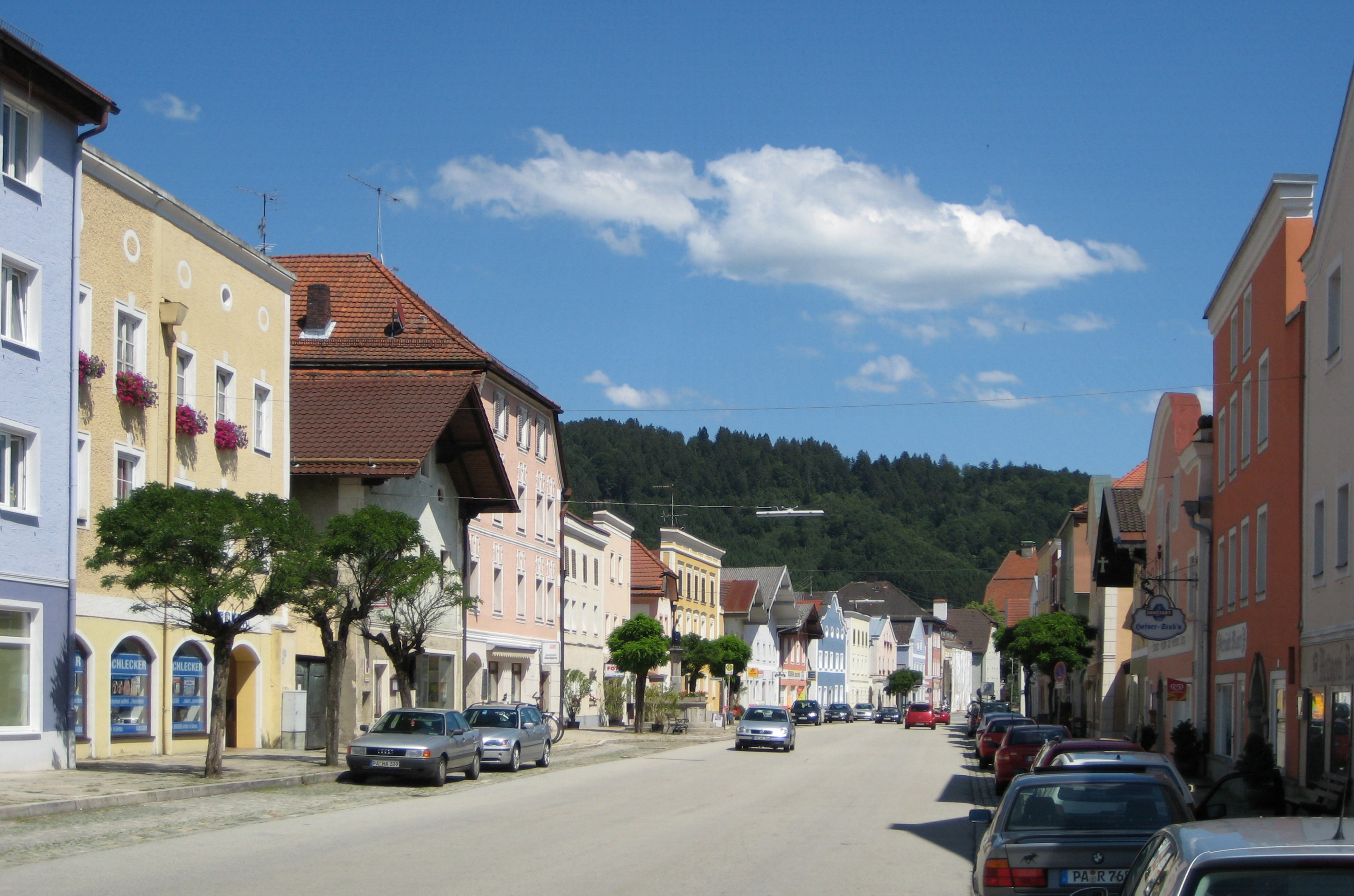
Marktplatz von Obernzell
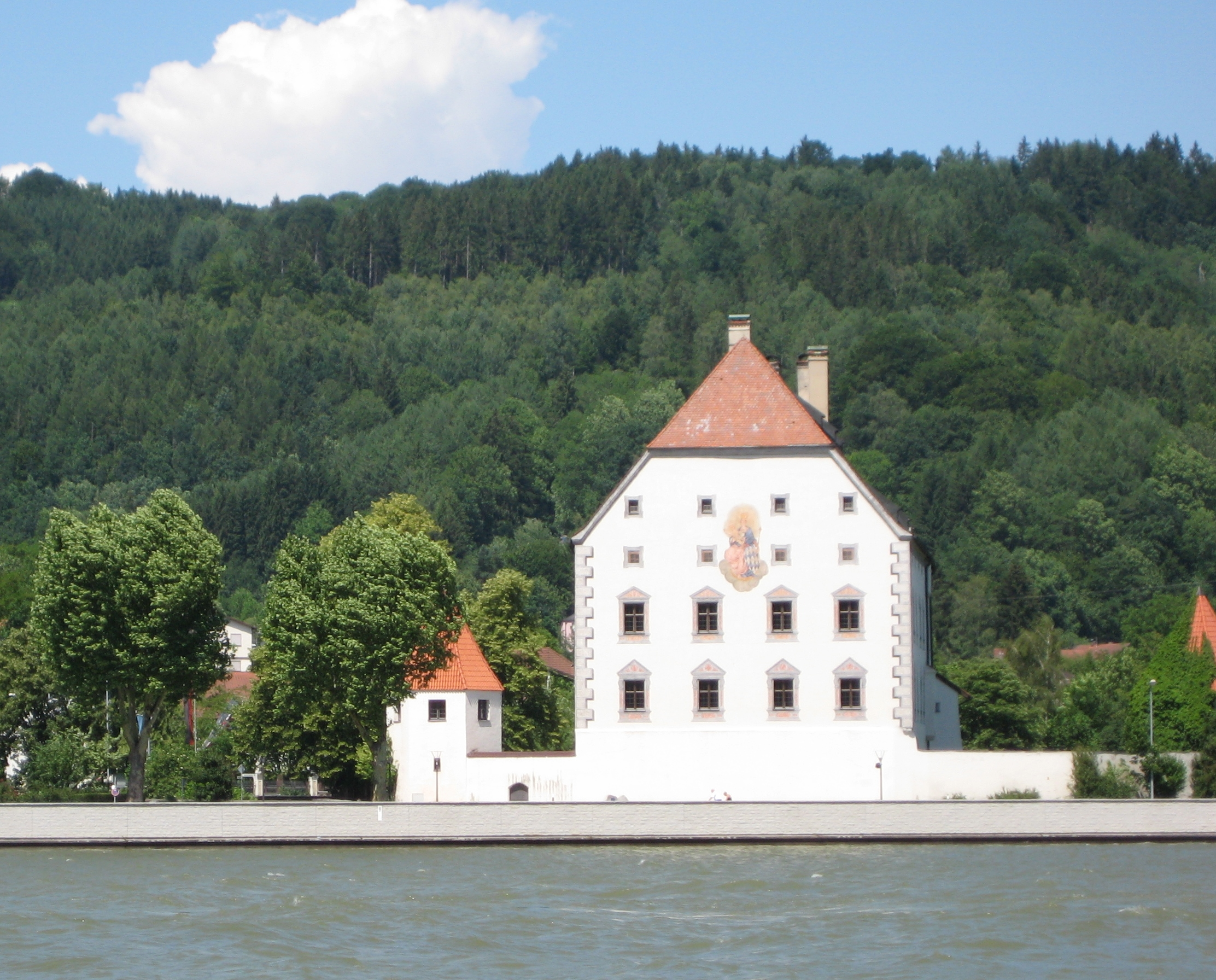
Schloss Obernzell

### Nachbargemeinden
In Bayern (Landkreis Passau):
- Thyrnau
- Untergriesbach

In Oberösterreich:
- Vichtenstein
- Esternberg

### Gemeindegliederung
Es gibt 21 Gemeindeteile (in Klammern ist der Siedlungstyp angegeben):
- Bärnbachmühle (Einöde)
- Breitwies (Einöde)
- Eckerstampf (Einöde)
- Ederlsdorf (Dorf)
- Edlhof (Einöde)
- Erlau (Dorf)
- Figermühle (Einöde)
- Grub (Dorf)
- Haar (Dorf)
- Holzschleife (Einöde)
- Hötzmannsöd (Einöde)
- Leopoldsdorf (Dorf)
- Matzenberg (Weiler)
- Niedernhof (Weiler)
- Nottau (Dorf)
- Obernzell (Hauptort)
- Öd (Weiler)
- Ödstadl (Einöde)
- Rackling (Dorf)
- Rollhäusl (Einöde)
- Steinöd (Einöde)

Es gibt die Gemarkungen Ederlsdorf, Kellberg und Obernzell.

### Klima
|                        | Jan | Feb | Mär | Apr | Mai | Jun  | Jul | Aug  | Sep  | Okt | Nov | Dez |   |     |
| Mittl. Temperatur (°C) | −3  | −1  | 4   | 8,5 | 13  | 16,5 | 18  | 17,5 | 14,5 | 8,5 | 3   | −1  | ⌀ | 8,3 |
| Mittl. Tagesmax. (°C)  | 0   | 3   | 9   | 14  | 19  | 22   | 24  | 23   | 20   | 13  | 6   | 2   | ⌀ | 13  |
| Mittl. Tagesmin. (°C)  | −6  | −5  | −1  | 3   | 7   | 11   | 12  | 12   | 9    | 4   | 0   | −4  | ⌀ | 3,5 |

| −6 |

| −5 |

| −1 |

| 3 |

| 7 |

| 11 |

| 12 |

| 12 |

| 9 |

| 4 |

| 0 |

| −4 |

| −6 |

| −5 |

| −1 |

| 3 |

| 7 |

| 11 |

| 12 |

| 12 |

| 9 |

| 4 |

| 0 |

| −4 |

## Geschichte

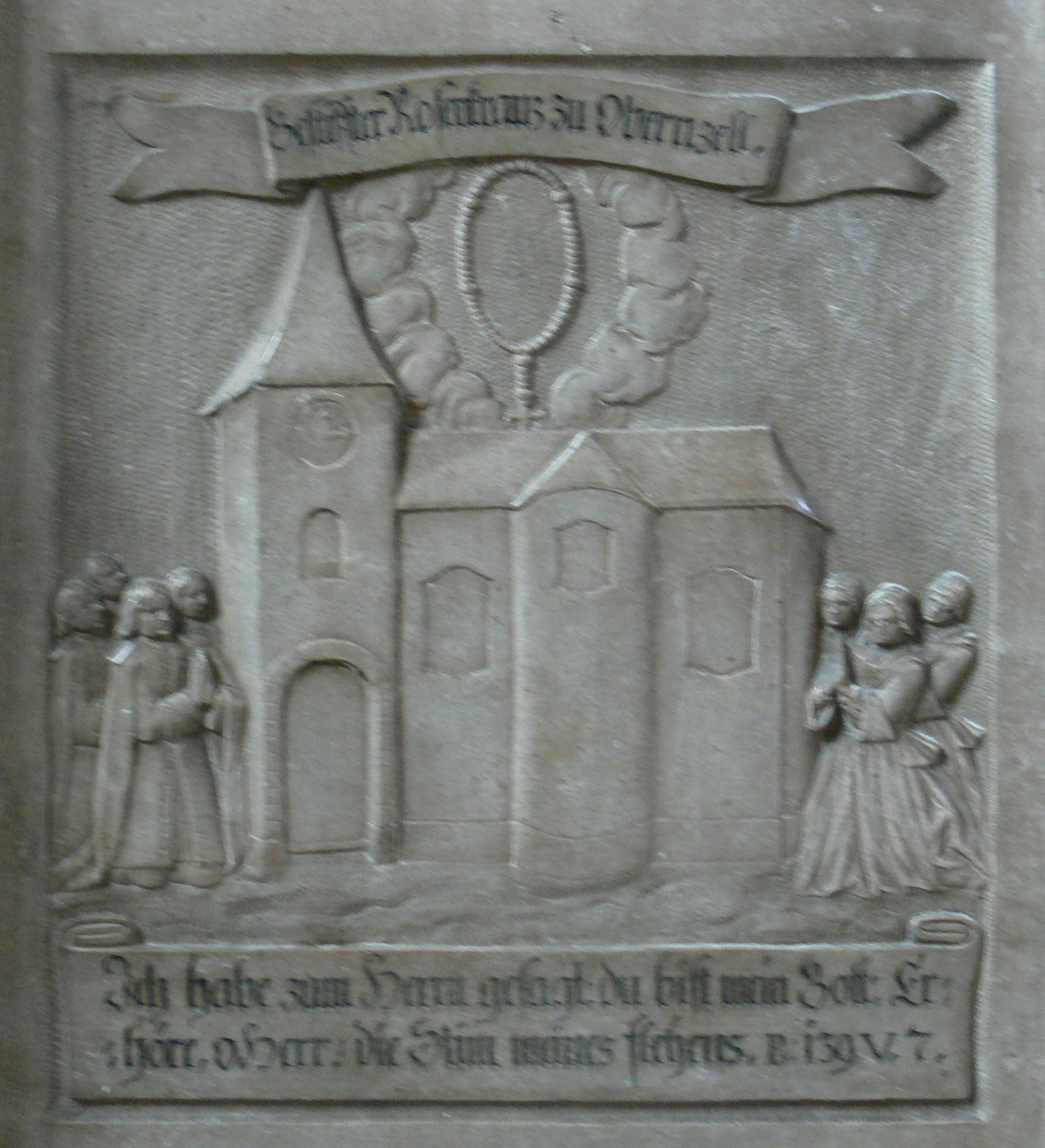
Epitaph Lukas Kern, Schiffermeister

### Bis ins 19. Jahrhundert
Der Ort, hervorgegangen aus einer Mönchszelle, war zunächst Besitz der Herren von Griesbach und gehörte seit 1217 zum Hochstift Passau. Als Griesbach am niederen Markt oder Niedergriesbach in der Zell bildete es weiterhin eine Einheit mit Untergriesbach. 1283 besaß es eine Pfarrei, 1359 erhielt es das Marktrecht.
In dieser Zeit wurde die Verarbeitung von Ton und Graphit Obernzells bedeutendster Wirtschaftsfaktor. Bereits 1516 besaß die Obernzeller Graphitschmelztiegelhafnerei eine eigene Zunftordnung. Um 1530 wurde der Ort erstmals Hafnerzell nach den hier ansässigen Hafnern benannt. Die hergestellten Schmelztiegel bestanden zu 50 % aus Graphit, 40 % aus Ton und 10 % Quarz. Sie wurden vor allem von Alchimisten, Metallgießern und Münzstätten gebraucht. Die Schmelztiegel machten Obernzell so berühmt, dass Bernhard Grueber und Adalbert Müller 1846 in ihrem Buch Der bayrische Wald schrieben:
„Obernzell ist ungeachtet seiner Kleinheit im Auslande bekannter, als manche deutsche Residenzstadt. Diesen Ruf verdankt es den unübertrefflichen Schmelztiegeln, welche hier verfertigt und in die halbe Welt versendet werden.“
Auch Joseph Kyselak (* 1798 Wien; † 1831 ebenda), dessen große Wanderung von 1825 ihn nach Hafnerzell führte, beschreibt den blühenden Handel:
„Dem Dörfchen Pirwang gegenüber, macht die Donau eine mondförmige Krümmung, und man naht am linken Ufer dem einzig seiner Art wichtigen Hafnerzell. Wir landeten, und ich fürchtete, weil es etwas windig war, schon übernachten zu müssen; doch wurden nur einige Fässer und Körbe der sogenannten schwarzen Passauer-Schmelztiegel (zum Gold und Silberschmelzen unentbehrlich, und darum von hier aus durch die halbe Welt verführt,) aufgeladen. Diese Tiegel, wozu die Bauern die Masse auf ihren Äckern selbst graben und dann verarbeiten, erwerben dem Markte bedeutendes Vermögen; auch Ziegel, große Platten u. dgl. zu mancherlei Feuerarbeit, werden gleichfalls da bestellt und verfertigt. Noch merkwürdig macht diesen Ort die hier heimische Porzellan-Erde, womit eben ein Schiff für die Wiener-Fabrik befrachtet wurde.“
Ab Mitte des 17. Jahrhunderts setzte sich der Name Obernzell als Ortsbezeichnung durch. Im Schloss hatte bis zur Säkularisation der fürstbischöfliche Pfleger seinen Sitz. Obernzell wurde 1803 mit dem größten Teil des Passauer Gebietes zugunsten Ferdinands von Toskana säkularisiert und fiel erst 1805 an Bayern. Im Jahr 1818 entstand die Gemeinde.
Der Ort erlitt im 19. Jahrhundert durch zwei Großbrände großen Schaden. Das Feuer in der Silvesternacht 1839 zerstörte fast 30 Häuser. Einem weiteren Brand am 6. Mai 1862 fielen 28 Wohn- und 40 Nebengebäude zum Opfer.

### 20. Jahrhundert
Erst 1940 stellte die letzte Obernzeller Schmelztiegelfabrik die Produktion ein.

### Eingemeindungen
Im Jahre 1972 wurden die Kellberger Gemeindeteile Edlhof, Erlau und Holzschleife  eingegliedert. Am 1. Juli 1972 wurde die Gemeinde Ederlsdorf eingegliedert.

### Einwohnerentwicklung
Im Zeitraum 1988 bis 2018 wuchs der Markt von 3470 auf 3787 um 317 Einwohner bzw. um 9,1 %.
| Jahr | Einwohner |
| ---- | --------- |
| 1961 | 3223      |
| 1970 | 3426      |
| 1987 | 3425      |
| 1991 | 3822      |
| 1995 | 3743      |
| 2000 | 3790      |
| 2005 | 3863      |
| 2010 | 3844      |
| 2015 | 3795      |
| 2020 | 3780      |
| 2022 | 3922      |

## Politik

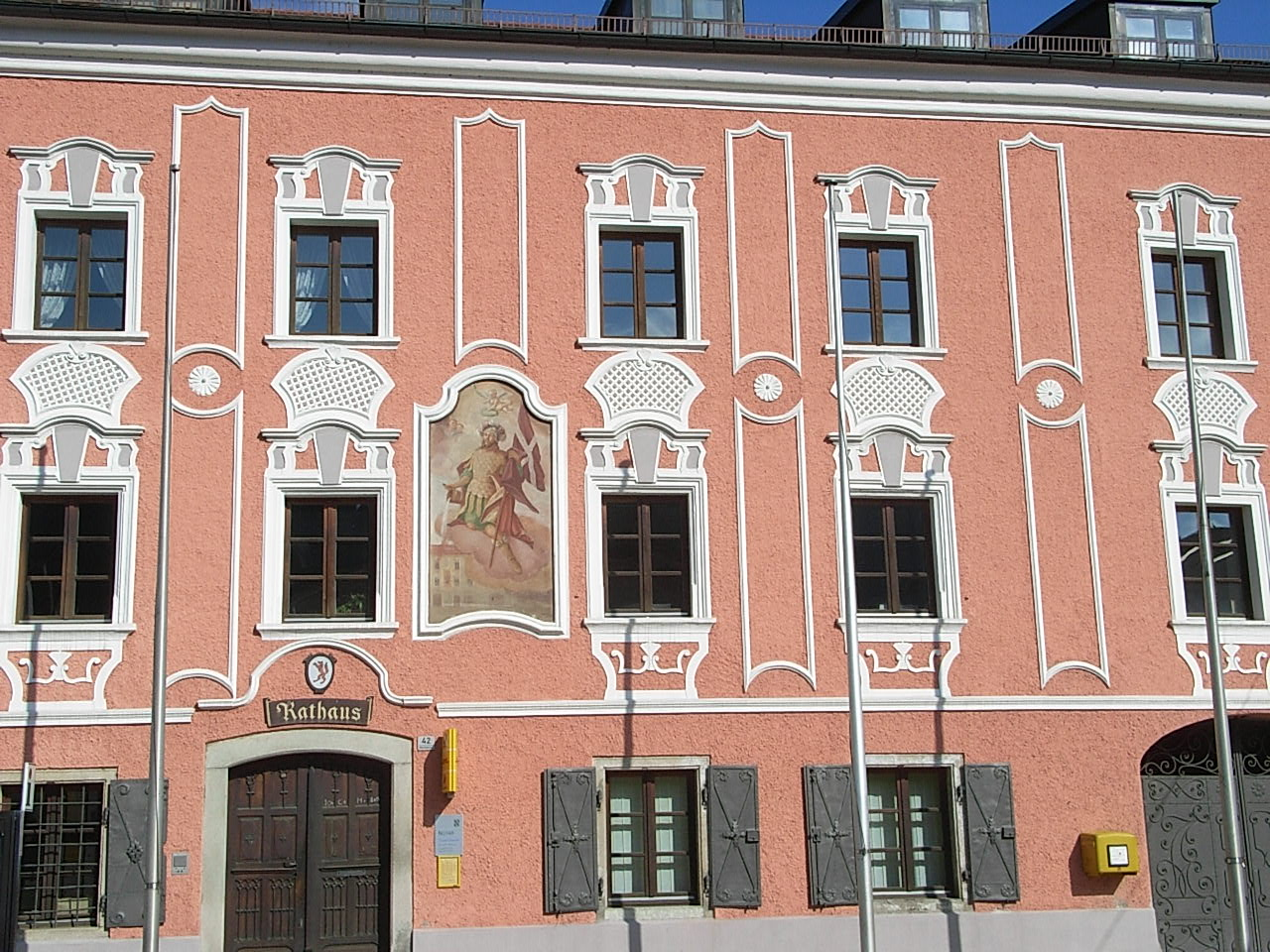
Das Rathaus von Obernzell

- CSU: 6
- SPD: 4
- WGE: 3
- FW: 2
- EL: 1

### Bürgermeister
Erster Bürgermeister ist seit 1. Mai 2020 Ludwig Prügl (CSU); dieser wurde am 15. März 2020 mit 58,2 % der Stimmen gewählt. Vom 1. Mai 2008 bis Ende April 2020 war Josef Würzinger (CSU) Erster Bürgermeister. Er löste Manfred Riedl (SPD) ab und wurde bei den bayerischen Kommunalwahlen am 16. März 2014 mit 90,51 % für eine zweite Amtszeit wiedergewählt.

### Gemeinderat
Bei der Kommunalwahl vom 15. März 2020 haben von den 3118 stimmberechtigten Einwohnern im Markt Obernzell, 2025 von ihrem Wahlrecht Gebrauch gemacht, womit die Wahlbeteiligung bei 64,95 % lag.

## Wappen
| Wappen von Obernzell | Blasonierung: „In Silber ein steigender roter Wolf.“ |
| Wappen von Obernzell | Wappenführung seit um 1820                           |

### Städtepartnerschaften
- Aschach an der Donau in Oberösterreich, Österreich, seit 1982
- Szigliget in Ungarn, seit 2005

### ILE Abteiland
Die Gemeinde ist Mitglied der im April 2011 von 11 Kommunen gegründeten Arbeitsgemeinschaft „Integrierte Ländliche Entwicklung Abteiland“ (ILE Abteiland), deren Motto es ist, den Natur-, Kultur- und Wirtschaftsraum Abteiland als lebenswerte Heimat zu erhalten und zu gestalten.

## Kultur und Sehenswürdigkeiten

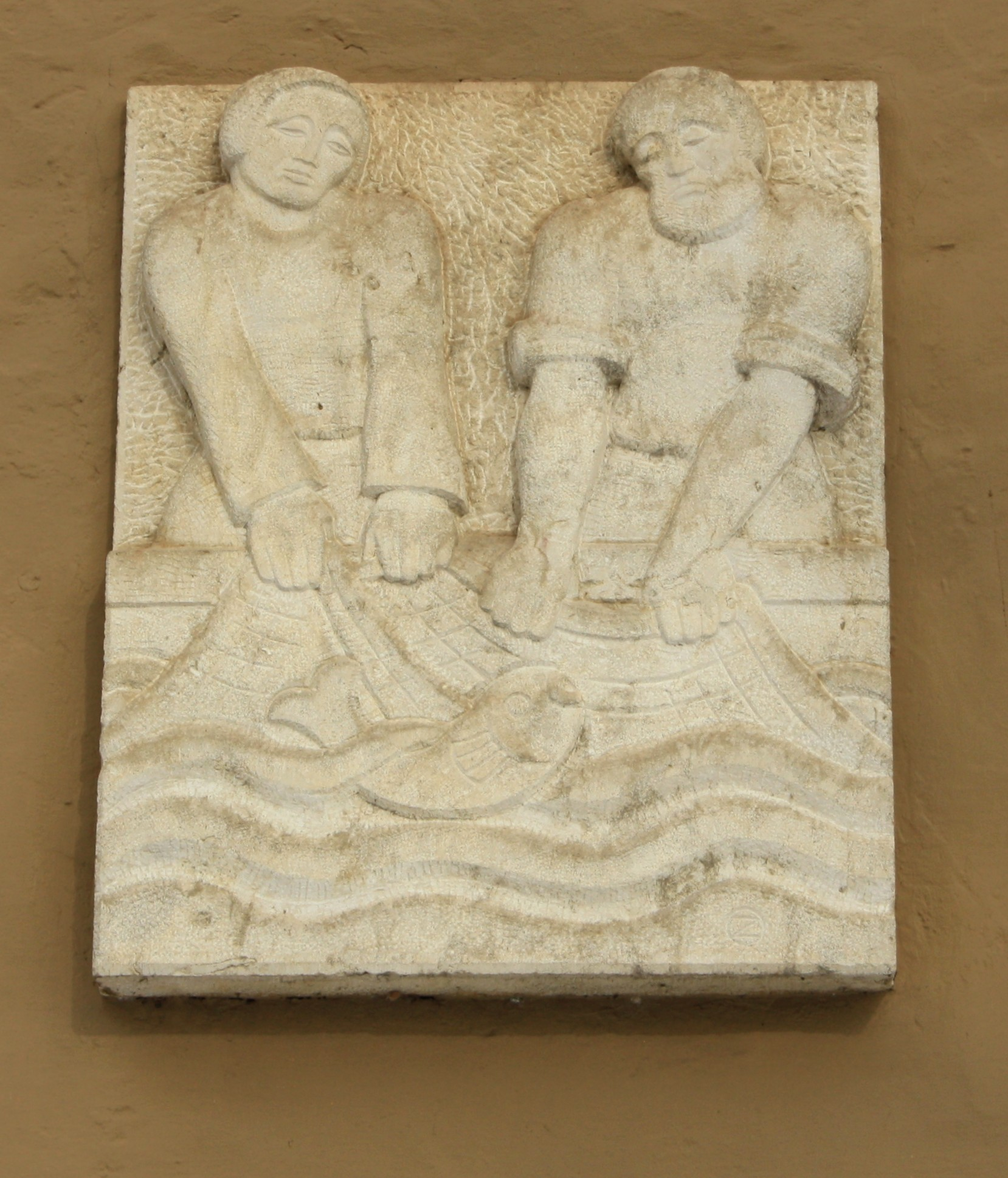
Fischer Kalkstein-Relief von Otto Zirnbauer am Pumpwerk Obernzell, 1956

- Keramikmuseum im ehemals fürstbischöflichen Schloss Obernzell mit freiem Eintritt
- barocke Marktkirche Obernzell

## Wirtschaft und Infrastruktur

### Wirtschaft einschließlich Land- und Forstwirtschaft
Im Jahr 2020 gab es nach der amtlichen Statistik im Bereich Handel und Verkehr 199 sozialversicherungspflichtig Beschäftigte am Arbeitsort. In sonstigen Wirtschaftsbereichen waren am Arbeitsort 214 Personen sozialversicherungspflichtig beschäftigt. Sozialversicherungspflichtig Beschäftigte am Wohnort gab es insgesamt 1530. Im verarbeitenden Gewerbe gab es acht, im Bauhauptgewerbe zwei Betriebe. Zudem bestanden im Jahr 2016 18 landwirtschaftliche Betriebe mit einer landwirtschaftlich genutzten Fläche von 554 ha, davon waren 343 ha Ackerfläche und 211 ha Dauergrünfläche.
Es gibt drei Lederfirmen, davon sind zwei Hersteller mit eigenen Kollektionen, weiterhin zwei Töpfereien, die die Tradition der Hafner fortführen.

### Verkehr
Über die B 388 erreicht man das 16 km entfernte Passau und in Gegenrichtung Wegscheid (16 km) an der Grenze zu Oberösterreich.
Obernzell hat einen Bahnhof an der stillgelegten Bahnstrecke Erlau–Wegscheid, der bis 1965 im Personenverkehr und bis 2001 im Güterverkehr bedient wurde.
Obernzell liegt am Donauradweg sowie am europäischen EuroVelo 6, welcher entlang von sechs europäischen Flüssen vom Atlantik bis zum Schwarzen Meer verläuft.

### Autofähre Obernzell

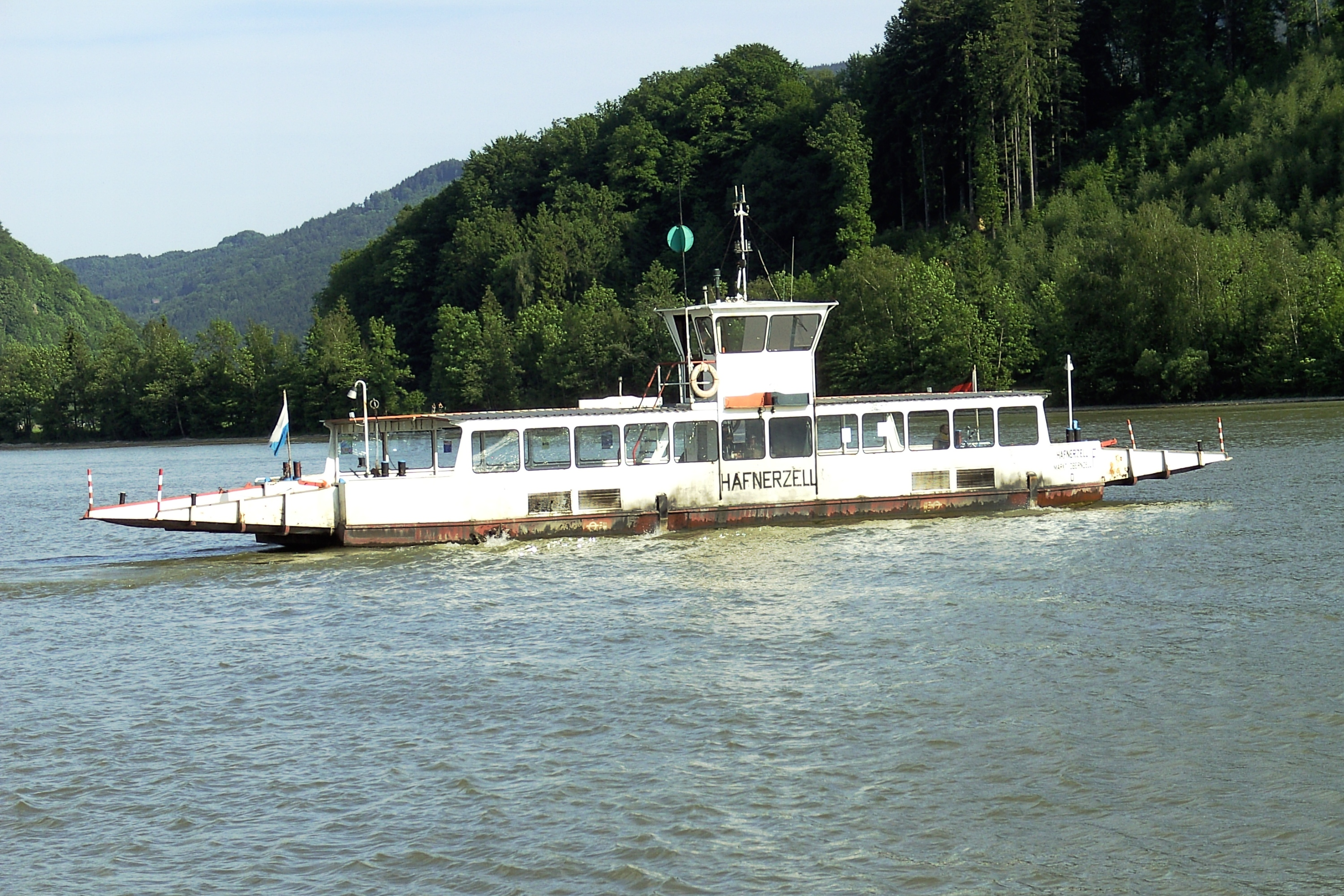
Autofähre Obernzell

Eine Autofähre verbindet Obernzell mit dem gegenüberliegenden (österreichischen) Donauufer, wo die B 130 Nibelungen Straße über Engelhartszell (9 km) und Eferding (40 km) nach Linz (65 km) führt. Die Fähre ist der einzige autotaugliche Donauübergang zwischen Passau und der Donaubrücke Niederranna, sonst gibt es nur noch die Fußgängerfähre Engelhartszell–Jochenstein. Die Fähre quert regelmäßig das ganze Jahr, aber nur tagsüber.

### Bildung
Neben einem Kindergarten und einer Grundschule gibt es in Obernzell auch eine Volkshochschule.

## Persönlichkeiten
- Lukas Kern (1681–1749), Schiffsmeister und Stifter des Lukas-Kern-Kinderheims
- Leopold Reichl (1713–1786), Zisterzienser, Abt des Stiftes Engelszell 1747–1786
- Josef Zirnbauer (1834–1917), Lederfabrikant und Bürgermeister von Obernzell von 1869 bis 1882
- Hans Vogt (1890–1979), Ingenieur und Erfinder, Miterfinder des Tonfilms
- Heinz Zirnbauer (1902–1982), Bibliothekar in München, Speyer und Salzburg
- Otto Zirnbauer (1903–1970), Bildhauer und Restaurator
- Ernst Dorn (1924–2012), Oberstudiendirektor a. D., Buchautor und Heimatforscher
- Reiner Kunze (* 1933), Lyriker
- Günter Zahn (* 1954), Leichtathlet und Schlussläufer des Fackellaufs der Olympischen Spiele 1972 in München